# Nguni (race bovine)
Pour les articles homonymes, voir Nguni.
La Nguni est une race bovine africaine.

## Origine
Elle est une race très ancienne issue de la branche zébu de Bos taurus (type Sanga) et provient de l'élevage du peuple Bantou, qui est arrivé en Afrique du Sud avec ses troupeaux. Le bœuf faisait intégralement partie de la culture de ce peuple de pasteurs. 
Le roi des Zoulous, Chaka Zulu, a participé à l'extension de l'élevage de cette race en faisant sélectionner des animaux de couleurs différentes. Les boucliers de ses guerriers étant en cuir, il a fait tanner des peaux de couleurs différentes pour ses régiments. Sa garde personnelle avait des boucliers blancs. 
Actuellement, cette race constitue une population bovine importante en Afrique du Sud, Angola, Namibie, Zimbabwe et Botswana.

## Morphologie
Elle porte une robe dont les couleurs sont très variables, du pie à l'unie, avec des teintes rouge, noires, brunes... Ces robes en font une des races les plus originales qui soient. Les muqueuses sont foncées. Les cornes ont des formes variées. Leur apparence les rapproche du zébu, avec une bosse sur le garrot chez les taureaux, moins marquée ou absente chez les vaches. 
C'est une race de taille moyenne, avec des vaches pesant entre 350 et 400 kg et des taureaux pesant entre 500 et 700 kg.

## Aptitudes

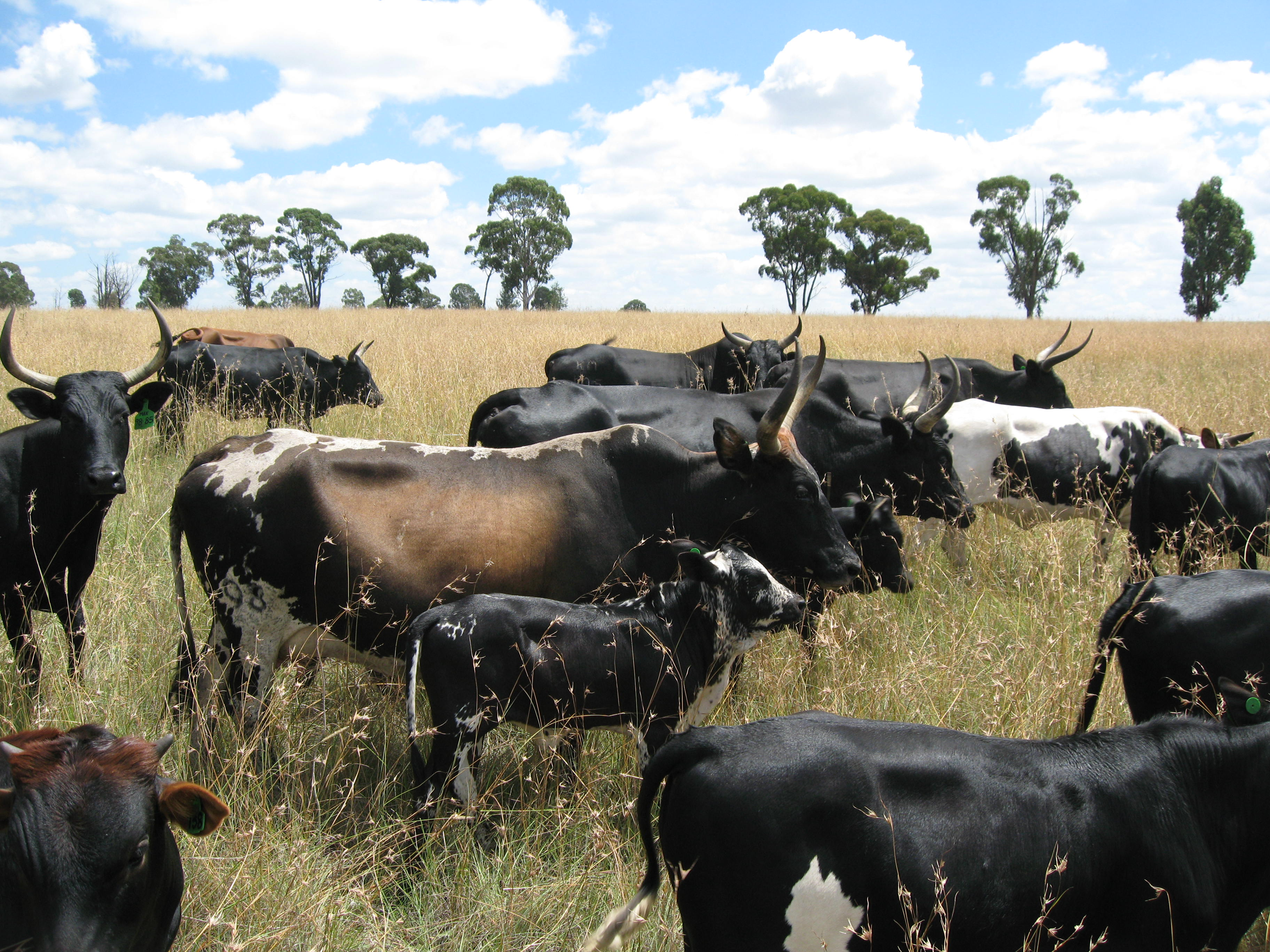
Troupeau Nguni.

C'est une ancienne race multi usage, de la fourniture de lait, viande et cuir à sa force de travail. Elle joue toujours ce rôle dans les villages autochtones, mais aujourd'hui, elle est sélectionnée dans les élevages importants pour sa viande savoureuse et marbrée. 
Elle présente une bonne aptitude de résistance à la chaleur. La bosse permet de subir sans dommages excessifs des périodes de disette. Son passé très ancien au service de ses éleveurs en a fait une race très docile, aisée à manipuler et à dresser pour la traction. C'est une race fertile, résistante aux maladies parasitaires et de bonne longévité: les vaches dépassent souvent les dix naissances. 